# Эллис (округ, Техас)
Округ Эллис (англ. Ellis County) расположен в США, штате Техас. На 2000 год численность населения составляла 111 362 человек. По оценке бюро переписи населения США в 2009 году население округа составляло 151 737 человек. Окружным центром является город Уоксахачи.

## История
Округ Эллис был сформирован в 1849 году.

## География
Согласно данным Бюро переписи населения США, площадь округа Эллис составляет 2434 км².

### Основные шоссе
- Федеральная автострада 35E
- Федеральная автострада 45
- Шоссе 67
- Шоссе 77
- Шоссе 287
- Автострада 34

### Соседние округа
- Даллас  (север)
- Кофмен  (северо-восток)
- Хендерсон  (восток)
- Наварро  (юго-восток)
- Хилл  (юго-запад)
- Джонсон  (запад)
- Таррант  (северо-запад)

## Демография
По данным переписи населения 2000 года в округе проживало 111 362 жителей. Среди них 29,0 % составляли дети до 18 лет, 9,8 % люди возрастом более 65 лет. 50,0 % населения составляли женщины.
Национальный состав был следующим: 87,2 % белых, 10,2 % афроамериканцев, 0,6 % представителей коренных народов, 0,7 % азиатов, 23,7 % латиноамериканцев. 1,2 % населения являлись представителями двух или более рас.
Средний доход на душу населения в округе составлял $20212. 9,8 % населения имело доход ниже прожиточного минимума. Средний доход на домохозяйство составлял $63500.
Также 77,8 % взрослого населения имело законченное среднее образование, а 17,1 % имело высшее образование.